# Антигуа и Барбуда
Анти́гуа и Барбу́да (англ. Antigua and Barbuda [ænˌtiː.ɡə ænd bɑːˈbjuː.də]) — государство на одноимённых островах и острове Редонда в группе Малых Антильских островов (Карибское море).
Население — в основном чернокожее. Большая часть верующих — протестанты.
Член ООН, Содружества, Организации американских государств.
Глава государства — монарх Великобритании, представленный генерал-губернатором.

## Этимология
Название происходит от испанских слов: Antigua — «древний» и barbuda «бородатый». Остров Антигуа, первоначально названный араваками «Вададли», сегодня называется местными жителями «Вададлы»; карибы, вероятно, называли его Вайомони. Христофор Колумб, посетивший остров в 1493 году, возможно, назвал его Санта-Мария-ла-Антигуа (исп. Santa Maria la Antigua), в честь иконы в Севильском кафедральном соборе.

## История
Первые поселения людей на островах Антигуа и Барбуда появились в 3 тысячелетии до н. э. В начале нашей эры здесь появились племена араваков, занимавшихся сельским хозяйством. В XIII веке их вытеснили воинственные племена карибов.
Острова открыты Христофором Колумбом в 1493 году во время его второй экспедиции. Но из-за климатических трудностей и набегов племён карибов на островах долго не существовало постоянных поселений.
С 1632 года — владение Великобритании. В 1666—1667 годах Антигуа была оккупирована Францией. В 1674 году на Антигуа была заложена первая плантация сахарного тростника. Англичане также основали на Антигуа и другие плантационные хозяйства (хлопчатник, табак, кокосы), для этого стали завозить чернокожих рабов из Африки. Рабство было отменено в 1834 году.
В 1671 году Антигуа и Барбуда вместе с островами Сент-Китс, Невис, Ангилья и Монтсеррат вошли в состав колонии Северные Подветренные острова. В 1689 году на островах появились первые органы управления, состоявшие из землевладельцев и плантаторов. В 1816 году Подветренные острова были разделены на две части, но уже в 1833 г. колония вновь была восстановлена, а остров Антигуа стал её центром.
В 1958—1962 годах Антигуа — в составе Вест-Индской федерации, а колония Подветренные острова в 1960 году была официально упразднена.
В феврале 1967 года Великобритания предоставила Антигуа статус «ассоциированного с Великобританией государства» со всей полнотой внутреннего самоуправления при сохранении ответственности Великобритании за оборону и внешние отношения.
С 1 ноября 1981 года — независимое государство Антигуа и Барбуда.

## Политическая система

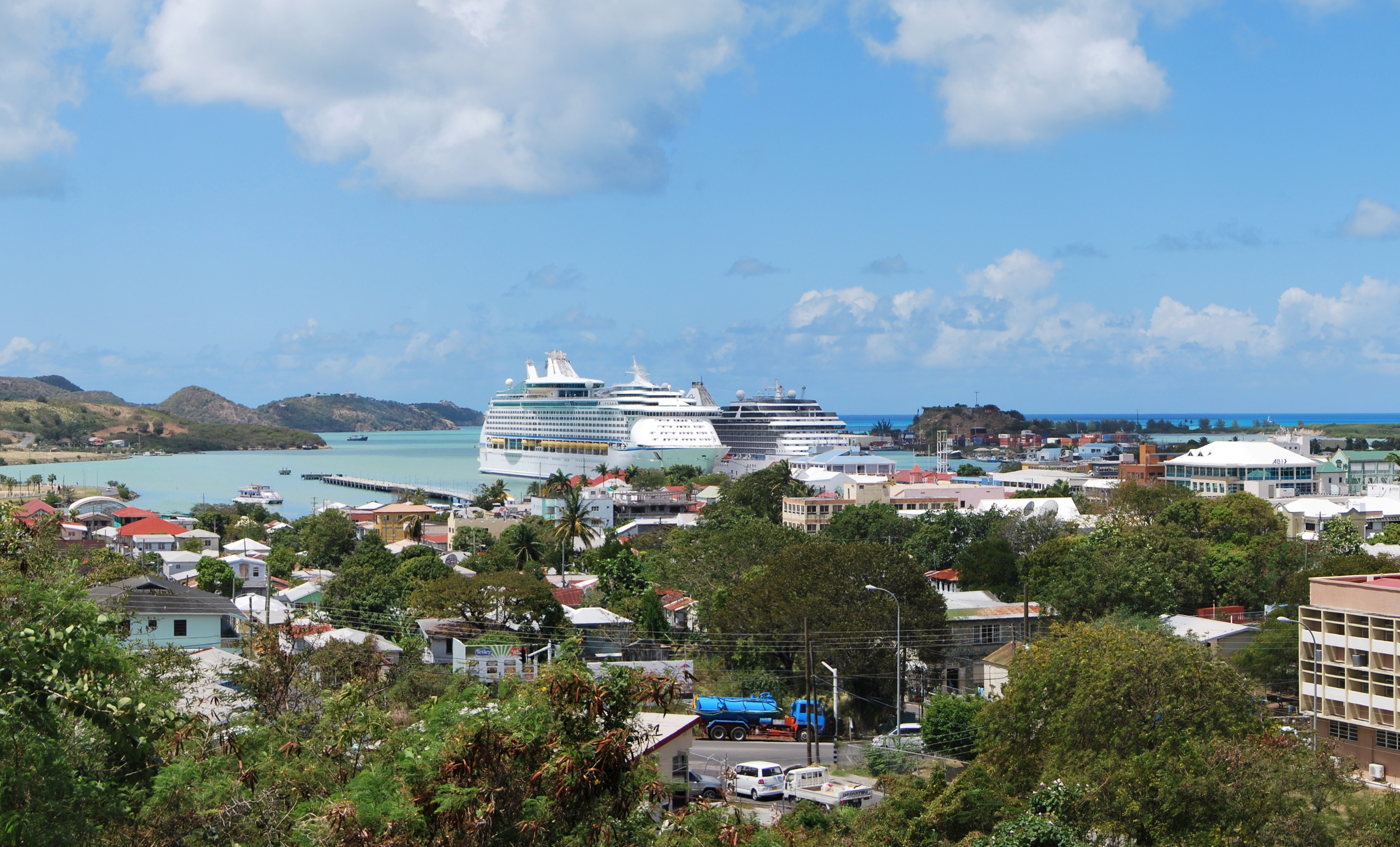
Центр Сент-Джонса

Политическая система Антигуа и Барбуды определяется как унитарная парламентская монархия. В Антигуа и Барбуде действует так называемая вестминстерская модель, характеризующаяся особым способом разделения и взаимодействия ветвей власти. Главой государства является монарх Великобритании, который назначает генерал-губернатора, обладающего представительскими функциями. Луиза Лейк-Тэк, назначенная генерал-губернатором в 2007 году, стала первой женщиной-губернатором в истории Антигуа и Барбуды.
Кабинет министров формируется из членов победившей на парламентских выборах партии, кандидатуры министров лишь формально утверждаются генерал-губернатором по рекомендации премьер-министра (с 13 июня 2014 года — Гастон Браун). Премьер-министр является главой правительства, которому принадлежит исполнительная власть. Правительство несёт ответственность перед парламентом, который может выразить ему вотум недоверия (ст. 73 конституции). Премьер-министр слагает с себя полномочия в случае роспуска парламента или в иных случаях, когда теряет или временно утрачивает силу его депутатский мандат. Министр теряет свой пост по соответствующему указу генерал-губернатора, действующего на основании прошения премьер-министра, а также в случае отставки премьер-министра или роспуска парламента.
Законодательная власть принадлежит правительству и обеим палатам парламента Антигуа и Барбуды. Двухпалатный парламент состоит из Сената (17 сенаторов) и Палаты представителей (17 депутатов).
Десять сенаторов назначаются генерал-губернатором по рекомендации премьер-министра, четыре сенатора — по рекомендации лидера оппозиции. Один сенатор назначается генерал-губернатором из представителей тех социальных или иных групп, чьи интересы, по мнению генерал-губернатора, необходимо представить. Один член Сената, назначенный генерал-губернатором, представляет интересы Законодательного совета Барбуды, ещё один также назначается от Барбуды по рекомендации премьер-министра. Сенатором может стать лицо не моложе 21 года, являющееся гражданином страны и постоянно проживающее на её территории не менее 12 месяцев до даты назначения (ст. 29).
Депутатом Палаты представителей может стать лицо не моложе 21 года, являющееся гражданином страны и постоянно проживающее на её территории не менее 12 месяцев до даты избрания (ст. 38). Депутаты Палаты представителей избираются посредством прямого тайного всенародного голосования в одномандатных округах (по состоянию на 2022 г. — 17) по мажоритарной системе (ст. 40). Одно место в парламенте закреплено за представителем о. Барбуда. Активным избирательным правом обладают граждане Антигуа и Барбуды, достигшие 18-летнего возраста, а также те граждане Содружества (с 18 лет), которые имеют собственность в этом государстве.
Последние выборы состоялись 21 марта 2018 года. По результатам выборов правящая лейбористская партия получила 15 мест в Законодательной ассамблее, Объединённая прогрессивная партия и Народное движение Барбуды — по 1 месту.
Судебная власть представлена Восточно-карибским Верховным судом (штаб-квартира расположена в Сент-Люсии, один судья является резидентом Антигуа и Барбуды и председательствует в Суде общей юрисдикции). У каждого государства-члена Восточно-карибской судебной системы есть собственный Высокий суд правосудия, который вместе с канцелярией является местом заседания местного судьи Высокого суда правосудия. Антигуа и Барбуда также является членом Карибского суда справедливости.
Местного самоуправления на Антигуа не существует ввиду малых размеров острова. Все управленческие функции осуществляет национальное правительство. Специально для Барбуда регламентируется работа местного совета, который является основным органом местного самоуправления на острове. Действует акт о местном самоуправлении Барбуда, принятый в 1976 году. Местный совет состоит из 11 членов.

## Административное деление
Согласно ст. 1 конституции, Антигуа и Барбуда является унитарным государством.

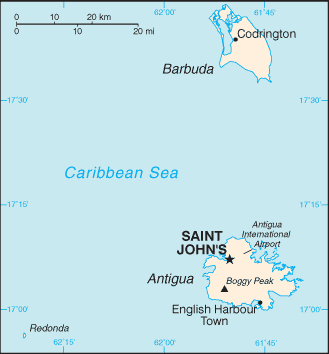
Карта страны.

Территория Антигуа и Барбуды разделена на 6 округов — Сент-Питер и Сент-Филип, Сент-Джордж, Сент-Джон, Сент-Мэри, Сент-Пол — и 2 так называемые зависимые территории — Барбуда и Редонда (на самом деле зависимыми территориями не являющимися, так как представляют собой неотъемлемые части страны).
| Округ 1. Сент-Джордж (Saint George) 2. Сент-Джон (Saint John) 3. Сент-Мэри (Saint Mary) 4. Сент-Пол (Saint Paul) 5. Сент-Питер (Saint Peter) 6. Сент-Филип (Saint Philip) | Столица Пигготс (Piggots) Сент-Джонс (Saint John’s) Боланс (Bolans) Фалмут (Falmouth) Парем (Parham) Карлайл (Carlisle) | The Parishes of Antigua |

## Географические данные
Государство состоит из двух сравнительно крупных островов и нескольких мелких островков возле их побережья. Антигуа — наиболее крупный (280 км²) и населённый. Остров Барбуда, расположенный в 48 км к северу от Антигуа, является вторым по величине островом (161 км²). Маленький необитаемый островок Редонда (1,6 км²), примерно в 40 км западнее Антигуа, также является частью государства Антигуа и Барбуда. На востоке омывается водами Атлантического океана, на западе — Карибского моря.
В ландшафте, в основном, преобладают низменности. Самая высокая точка Антигуа — холм Богги (402 м). Наивысшая точка Барбуды — 32 м.
Столица государства — г. Сент-Джонс, расположена на о. Антигуа. Единственным поселением на о. Барбуда является Кодрингтон.
На островах преобладает тёплый тропический климат, с постоянной температурой в течение года. Наилучшие погодные условия — с конца ноября до начала мая.

## Фауна
Животный мир островов представлен, главным образом, богатой орнитофауной, в окрестных водах — сообщества коралловых рифов.

## Экономика
Антигуа и Барбуда — развивающееся государство, специализирующееся на международных услугах. Основа экономики — туризм (60 % ВВП).
По состоянию на 2012 год в сельском хозяйстве культивируются следующие сельскохозяйственные культуры: бананы, бобовые, капуста и другие капустные, морковь и турнепс, маниока, перец чили и другие перцы, хлопок (семена хлопка и хлопковое масло), огурцы (включая корнишоны), баклажаны, лук, тыквы, кабачки и бахчевые, помидоры и кукуруза; разводится скот.
Промышленность — производство одежды и алкогольных напитков.
Входит в международную организацию стран АКТ.
В ежегодной классификации Всемирного банка, опубликованной в середине 2010 г., Антигуа и Барбуда — страна с экономикой «высокого среднего дохода». В 1982 г. начал развиваться офшорный бизнес, с 1993 г. стали создаваться и офшорные банки, а в последние годы развитие получил офшорный игровой бизнес с использованием сети Интернет. Инвестируя в фонд национального развития, государственные облигации или приобретение недвижимости можно получить гражданство Антигуа и Барбуда.

## Население

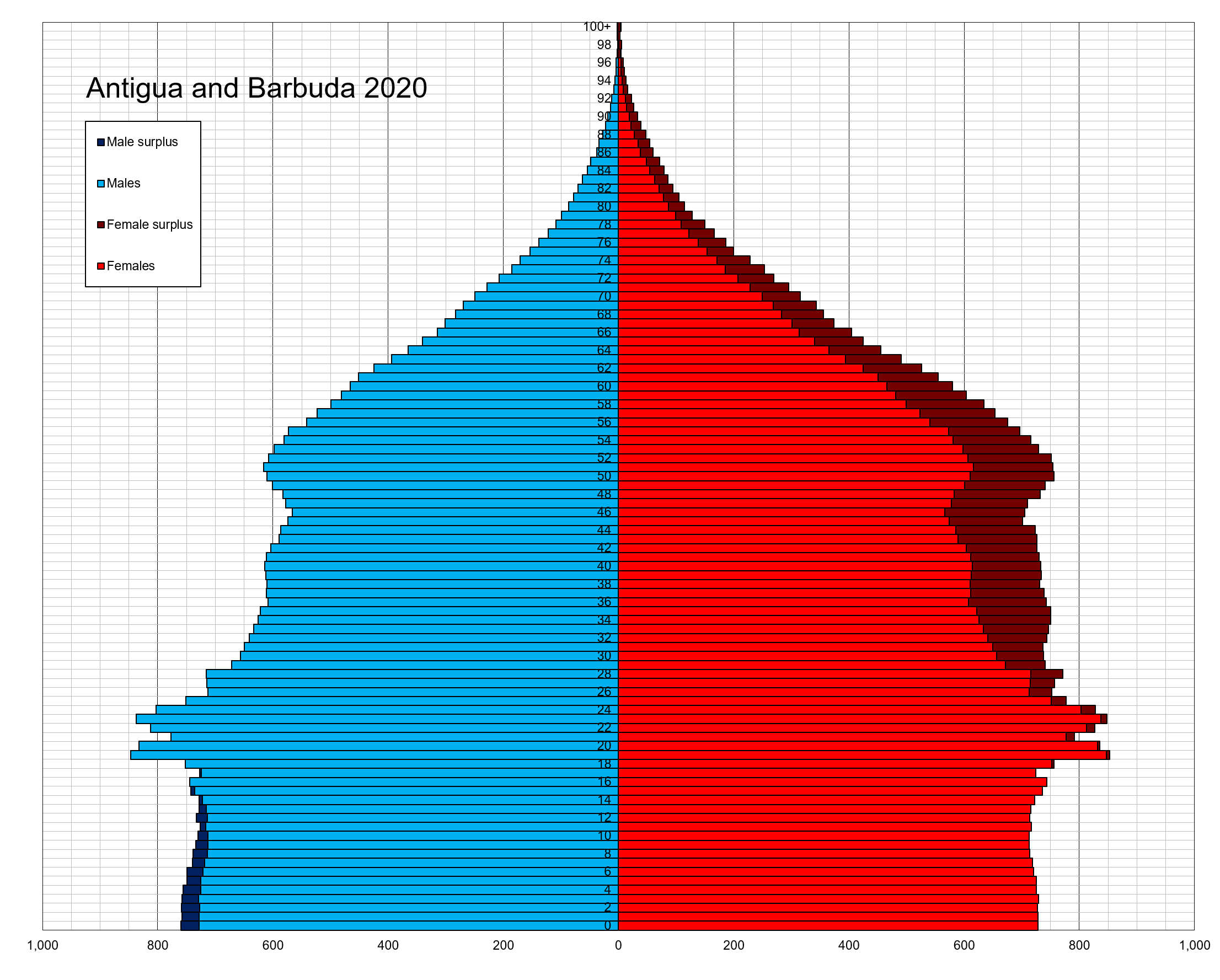
Возрастно-половая пирамида населения Антигуа и Барбуды на 2020 год

- Население — 86,8 тыс. (оценка на июль 2010).
- Годовой прирост — 1,3 %.
- Рождаемость — 16,4 на 1000 жителей (фертильность — 2,06 рождений на женщину),
- смертность — 5,8 на 1000,
- доля населения до 15 лет — 28 %, 65 лет и старше — 7 %,
- иммиграция — 2,4 на 1000.
- Средняя продолжительность жизни — 73 года у мужчин, 77 лет у женщин.
- Этно-расовый состав: афроамериканцы — 91 %, мулаты — 4,4 %, белые — 1,7 %, другие — 2,8 % (по переписи 2001 года).
- Грамотность — 86 %.
- Городское население — 30 %, сельское — 70 %. Возрастную группу до 15 лет составляют 26 % населения, от 15 до 65 лет — 67 %, старше 65 лет — 7 %.

### Религия
Конституция Антигуа и Барбуды не закрепляет за какой-либо религией статус официальной. Священнослужителям запрещено становиться членами парламента. Школа отделена от церкви, религиозный фактор не играет в политике значительной роли.
По результатам переписи 2001 г., наиболее распространённой группой являются последователи англиканства (около 25 % от общей численности населения страны). Религиозный состав населения Антигуа и Барбуды отличается разнообразием направлений христианства: адвентисты седьмого дня (12 %), пятидесятники (11 %), прихожане Моравской церкви (11 %) и Церкви Бога (4,5 %), католики (10 %), методисты (8 %), баптисты (5 %); другие течения христианства (0,5 %). Другие религии исповедуют 2 % жителей. Атеисты, а также лица, чьё вероисповедание не установлено, составляют около 6 % от общей численности населения.

### Язык
Английский язык является официальным, но многие местные жители говорят на антигуанском креольском. Барбудский акцент немного отличается от антигуанского акцента.
В годы, предшествовавшие независимости, стандартный английский язык был более широко распространён по отношению к антигуанскому креольскому. Впоследствии антигуанский креольский стал рассматриваться антигуанцами в качестве важного аспекта своей культуры. Как правило, верхний и средний классы избегают антигуанского креольского. Система образования отвергает использование антигуанского креольского и обучение проводится на стандартном английском.
Многие слова, используемые в антигуанском креольском, заимствованы из английского и африканских языков. Используемые на острове пословицы часто можно отнести к африканским.

## Культура

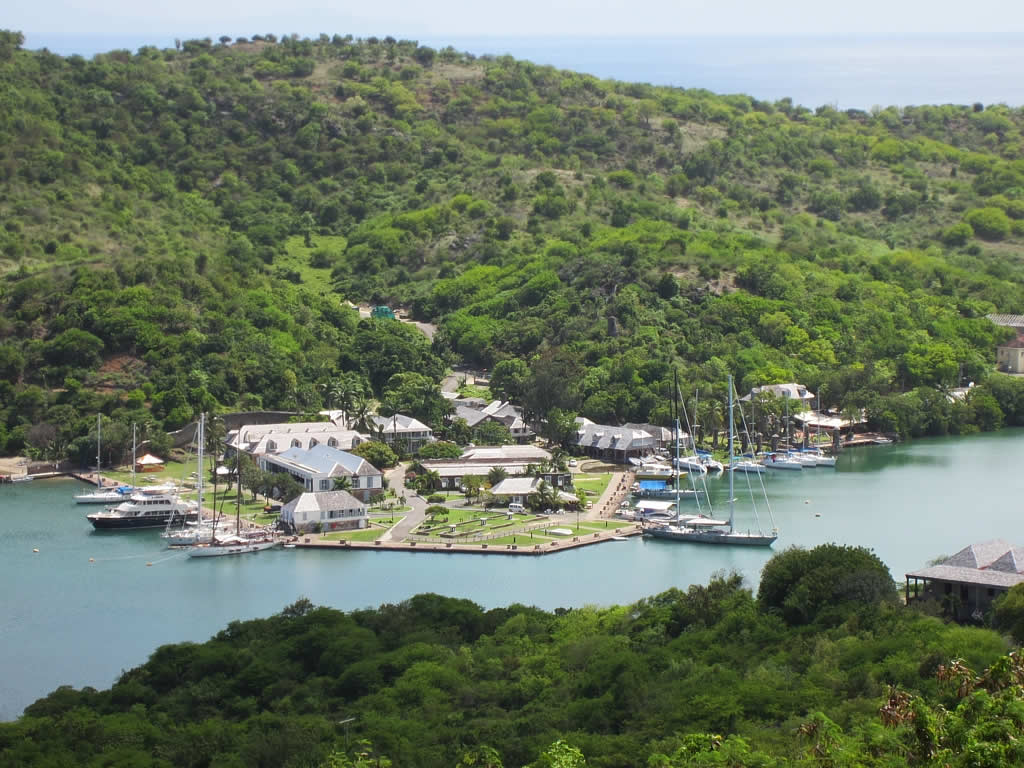
Верфь Нельсона

Культура Антигуа и Барбуда имеет преимущественно английский характер. Национальным видом спорта является крикет. Другие популярные виды спорта включают футбол, парусный спорт и серфинг.
Американская поп-культура и мода также оказывают сильное влияние. Большинство средств массовой информации страны входят в крупные американские сети. Антигуанцы пристально следят за тенденциями американской моды. Изделия основных дизайнеров продаются в бутиках Сент-Джонса и других городов, хотя многие антигуанцы предпочитают специальные поездки за покупками в Сент-Мартен или в Сан-Хуан.
Семья и религия играют важную роль в жизни жителей Антигуа. Большинство населения посещает религиозные службы по воскресеньям.
Национальный карнавал в Британской Вест-Индии проводится каждый август в память об отмене рабства, хотя на некоторых островах карнавал может быть посвящён празднованию начала Великого поста. Его праздничные шествия, конкурсы, шоу и другие мероприятия являются одним из основных туристических аттракционов.
Популярными стилями музыки являются калипсо и сока.
Кукуруза и сладкий картофель играют важную роль в антигуанской кухне. Популярное антигуанское блюдо дукунаг представляет собой приготовленные на пару пельмени из тёртого сладкого картофеля, муки и специй. Блюдо фунджи представляет собой пасту, приготовленную из кукурузной муки и воды.
Верфь Нельсона, созданная в 1720-е годы, в 2016 году внесена в список всемирного наследия ЮНЕСКО.

## Средства массовой информации
В Антигуа издаются две ежедневные газеты: Daily Observer и Antigua Sun. Кроме большинства американских телевизионных сетей, вещание осуществляет также местный канал ABS TV 10 (единственный канал, передающий исключительно местные программы). Существует также несколько местных и региональных радиостанций. К числу частных радиостанций относятся: «Обзервер Радио» (Observer Radio), «Крусэйдер Радио» (Crusader Radio, принадлежит ОПП), «ЗедДиКей Либерти Радио» (ZDK Liberty Radio), «Сан ЭфЭм» (Sun FM), «Карибиан Радио Лайтхаус» (Caribbean Radio Lighthouse).

## Спорт
Как и во многих других странах Содружества, крикет является самым популярным видом спорта. В 2007 году чемпионат мира по крикету проводился в Вест-Индии. В Антигуа состоялось 8 матчей на стадионе имени сэра Вивиана Ричардса, построенном 11 февраля 2007 года и вмещающем до 20 тысяч человек.
Футбол также является весьма популярным видом спорта, хотя национальная сборная не обладает значительным опытом. Создана профессиональная команда Антигуа Барракуда ФК, которая должна начать выступления в первом дивизионе USL (низшая американская профессиональная футбольная лига) в 2011 году.
В Антигуа подготовлено несколько достаточно квалифицированных легкоатлетов. Соня Уильямс и Хизер Самуэль представляли страну на Олимпийских играх. Среди других восходящих звёзд Брендан Кристиан и Даниэль Бэйли (бег на 100 и 200 м), Джеймс Грэймэн (прыжки в высоту).
Антигуа может похвастаться отличными теннисистами, в первую очередь Брайаном Филиппом и Роберто Эспозито, первыми в островном рейтинге в возрасте до 18 лет, оба участвуют в турнирах ITF соответствующей возрастной категории.

## Образование

### Школы
Согласно докладу ПРООН «О развитии человека 2009», уровень грамотности взрослого населения (15 лет и старше) Антигуа и Барбуды в 2007 году составил 99 %. Общий показатель обучающихся в начальных средних и высших учебных заведениях в 2007 году — 85,6 %, индекс уровня образования — 0,945. Школьное образование является обязательным для детей от 5 до 16 лет и предоставляется государством бесплатно. В соответствии с Законом об образовании государственные и частные школы делятся на следующие категории:
- детские сады для детей до 5 лет;
- начальные школы для детей от 5 до 12 лет;
- средние школы для детей от 12 до 20 лет;
- технические школы, предоставляющие специальное ремесленное и техническое образование;
- педагогические колледжи для профессиональной подготовки учителей;
- специальные школы для детей с ограниченными возможностями;
- прочие школы, включая учреждения высшего и специального профессионального образования.

По данным Министерства образования в стране насчитывается 34 государственных и 28 частных начальных, 9 государственных и 6 частных средних школ, а также 13 других учреждений образования, включая институты и колледжи.

### Высшее образование
В Антигуа и Барбуде имеется несколько высших учебных заведений, в частности, Государственный колледж Антигуа, Институт информационных технологий Антигуа и Барбуда, а также филиалы международных школ, среди которых выделяются Университет Вест-Индии и Островная академия.

### Медицинское образование
В 1998 году Антигуа и Барбуда приняла национальную программу по выходу на лидирующую позицию на Карибах по предоставлению медицинских услуг. Частью этой программы является строительство наиболее технологически передового на Карибах госпиталя — Медицинского центра Сент-Джон. В настоящее время на острове Антигуа действуют две медицинские школы, Американский университет Антигуа, основанный в 2004 году, и Университет здравоохранения, основанный в 1982 году.

## Международные отношения
Антигуа и Барбуда установила дипломатические отношения с 72 странами, в том числе с Российской Федерацией (установлены с СССР 5 июня 1990 года). Посол России на Ямайке является послом в Антигуа и Барбуде по совместительству. Посольства открыты в США, Великобритании, Кубе, имеется также генеральное консульство в Канаде и почётные консулы в 4 странах. В самой Антигуа имеются посольства Кубы, Китая и Венесуэлы, а также почётные консулы целого ряда стран. Наиболее тесные дипломатические отношения сложились с Венесуэлой.
Граждане Российской Федерации пользуются правом безвизового въезда в страну на срок до 6 месяцев.
Антигуа и Барбуда является членом Организации Объединённых Наций, Альянса стран Латинской Америки и Карибского бассейна, Содружества наций, Карибского сообщества, Организации Восточно-карибских государств, Организации американских государств, Всемирной торговой организации и Восточно-карибской региональной системы безопасности. Также является членом Международного уголовного суда.

## Различные вопросы
- Телекоммуникации в Антигуа и Барбуде
- Транспорт в Антигуа и Барбуде
- Вооружённые силы Антигуа и Барбуды